# 女高推理班
《女高推理班》（： yeogochuliban）是韓國tvN的神秘冒險綜藝節目，由曾打造《The Genius》、《Society Game》、《大逃出》等燒腦綜藝的鄭中淵PD和幕後團隊製作，節目成員包括朴芝潤、張度練、崔叡娜、Jaejae、BIBI。由5名出演者成為推理社團成員，查明學校發生的神秘事件真相的事件。

## 節目成員
| 姓名（藝名）     | 姓名（藝名） | 出生日期      | 職業                 | 推理強項                   |
| 漢字             | 諺文         | 出生日期      | 職業                 | 推理強項                   |
| 朴芝潤           |              | 1979年3月23日 | 前播音員、自由職業   | 擁有綜合性的思考能力       |
| 張度練           |              | 1985年3月10日 | 喜劇演員、放送人     | 擁有手可以伸到天花板的能力 |
| 李恩宰（Jaejae） | （）         | 1990年9月7日  | 主持人、節目製作人   | 擅長出色的心算力           |
| 金亨瑞（BIBI）   | （）         | 1998年9月27日 | 創作歌手、歌手       | 擁有有創意的思考能力       |
| 崔叡娜           |              | 1999年9月29日 | 女歌手、前IZ*ONE成員 | 擁有零食提供能力           |

## 節目形式
每期進入女子高中前，成員先在車上集合，由節目組給予每次上學的任務。成員需運用校園內的線索逐步探索各個空間，完成任務。

## 節目列表
| 集數 | 播出日期      | 標題                                           | 內容 |                                                |
| 0    | 2021年1月11日 | 節目組與成員的首次會面，進行簡單的推理能力測試 | 節目組與成員的首次會面，進行簡單的推理能力測試 | 節目組與成員的首次會面，進行簡單的推理能力測試 |
| 1    | 2021年1月29日 | 五名轉校生抵達莎拉女子高中                     | 內容 - 本次任務：加入推理班。 - 可疑點：發現校長與警官有密切往來。 - 協助解開班導的電腦密碼。 |                                                |
| 2    | 2021年1月29日 | 五名轉校生前往推理班                           | 內容 - 協助找到吃了教導主任披薩的兇手。 - 必須找到密碼才能進入推理班活動室，推理班門前宣傳單後面的訊息： - 1、W3W - 2、將手放進左眼皮內 - 依照宣傳單找到隱藏訊息，在主席台牆上的小洞中找到鐘樓的鑰匙。 |                                                |
| 3    | 2021年2月5日  | 推理班的藏身之處                               | 內容 - 在鐘樓的牆上找到密碼進入推理班活動室。 - 離開學校前看到有同學遭到校園霸凌。 |                                                |
| 4    | 2021年2月5日  | 自助餐廳的奇怪案例                             | 內容 - 本次任務：解決事件委託箱中的所有事件： - 半夜聽到食堂傳來哭聲。 - 班導的口氣太重，請班導注意他的口氣。 - 推理班什麼都沒做的話，就廢社。(略) - 發現藏在天花板的秘密告示板。 |                                                |
| 5    | 2021年2月12日 | 第五條問題                                     | 內容 - 發表S班選拔考試的合格者，老師懷疑兩位學生：羅愛麗、高仁慧有作弊嫌疑。 - 發現學校之前有發生瓦斯爆炸事件，造成全校學生身亡。 |                                                |
| 6    | 2021年2月12日 | 獨孤老師的秘密                                 | 內容 - 成功找到學生的作弊方式，羅愛麗(抄襲者)被處以無限期停學的懲罰。 - 懷疑獨孤老師為當年瓦斯爆炸被害者D小姐的親屬。 |                                                |
| 7    | 2021年2月19日 | 校園自殺案                                     | 內容 - 本次任務：用成員現有的線索重新整理秘密告示板上的訊息。 - 一到學校就發現有同學跳樓身亡。 - 找到推理班活動室公用手機的密碼。 |                                                |
| 8    | 2021年2月19日 | 綠色藥丸                                       | 內容 - 可疑點：保健室老師將綠色藥丸送至地下堡壘。 - 推理班前輩提供S班過往教室密碼的訊息： - 10月：1648 - 11月：4971 - 12月：7204 - 成員成功開啟S班教室的門，找到未返還的兩顆綠色藥丸。 |                                                |
| 9    | 2021年2月26日 | 帖文提示                                       | 內容 - 成員給了推理班前輩一顆綠色藥丸，前輩告知會對綠色藥丸進行調查，並提供調查訊息。 - 高仁慧持續更新SNS訊息，從上傳的貼文中發現海報裡的錄音文件。 |                                                |
| 10   | 2021年2月26日 | 她們的過去                                     | 內容 - 本次任務：確認事件委託箱裡的內容→調查身亡學生死因的相關委託。 - 高仁慧手機更新SNS貼文：에혼기、후살맘，得出隱藏訊息。 - 發現遺照後的文字：【現在還覺得我自殺了嗎?】，並示意給高仁慧的SNS發訊息。 |                                                |
| 11   | 2021年3月5日  | 她們的友誼                                     | 內容 - 發現遺書中的暗號。 - 藉由遺書、事故現場的手錶、鞋帶，得出墜樓學生為他殺並被偽造現場。 - 在保健室老師外套中獲得地下堡壘的鑰匙。 - 進入秘密空間後出現像監禁室一樣的地方，發現羅愛麗失蹤時穿的衣服，及羅愛麗在牆上留下的暗號。 - 高仁慧用SNS私信發來一張照片：헐생징，得出隱藏訊息。 |                                                |
| 12   | 2021年3月5日  | 可疑的老師                                     | 內容 - 在金宣虎老師的包包中發現羅愛麗的手機及高仁慧寫遺書的信紙。 - 找到推理班前負責老師的電話，藉由通話得知金宣虎老師非推理班的負責老師。 - 成員推測墜樓身亡的同學為羅愛麗。 |                                                |
| 13   | 2021年3月12日 | 是獨孤老師                                     | 內容 - 本次任務：請盡可能地保護更多人的性命，包括成員們自己。 - 當天與30年前全校學生集體遺體告別式是同一天。 - 獨孤老師是持續更新高仁慧SNS貼文的人，也是委託成員們幫忙的人。 |                                                |
| 14   | 2021年3月12日 | 有號碼的房間                                   | 內容 - 電視台PD發藥丸的調查結果到推理班公用手機，告知成分為走私毒品。 - 高仁慧手機更新SNS貼文：킹허저바，得出隱藏訊息。 - 獨孤老師被打暈在地下堡壘的走廊，後被老師們帶走處理了。 - 金宣虎老師自白把羅愛麗偽裝成高仁慧殺害了，被成員用推理班公用手機錄音後，發給電視台PD。 - 在地下堡壘中共發現： - 配藥室：30年前走私毒品粉末，在此配置成綠色藥丸，讓S班的學生服用。 - 監控室：電腦螢幕在監控著：高仁慧的狀態、監禁高仁慧的地方、還沒蓋好的學習樓門口、監控室的門口、地下堡壘的入口。 - 監禁室：監禁羅愛麗的地方，共兩間監禁室。 - 在監控室的電腦中發現金宣虎老師為超人類研究會的會長，眾多老師包含校長都是共犯，學校利用綠色藥丸在對學生進行人體研究。 |                                                |
| 15   | 2021年3月19日 | 研究大樓                                       | 內容 - 發現30年前學校的瓦斯爆炸事件是人為造成。 - 學習樓的門口標示為4號房，藉由金宣虎老師的筆記內容得出密碼後成功開門。 - 在學習樓發現高仁慧被監禁，高仁慧預言了幾次之後死亡，其一預言：超人類研究會的計劃將會因為學校的學生們受到威脅。會長因該預言，決定執行大清掃計畫，預計1小時後爆炸，成員需在剩餘時間內拆除炸彈。 |                                                |
| 16   | 2021年3月19日 | Switches和Jolli-G系列                          | 內容 - SSA將安裝好炸彈欲逃離學校的超人類研究會老師們瞬間壓制。 - 成員在學校主樓1樓發現3號房間，藉由金宣虎老師的筆記內容得出密碼後成功開門，發現一堆瓦斯及炸彈裝置。 - 成員分成3組行動： - 朴芝潤、崔叡娜→留在3號房間解除炸彈。 - 張度練、BiBi→去疏散全校師生。 - JaeJae→去拿解除炸彈的指南。 - 成功解除炸彈裝置，成功疏散學生，逃離成功。 |                                                |

## 備註
1. ↑  該校於2018年3月關閉。地址為：地址： 29 Eupnae-ri, Gyeolseong-myeon, Hongseong-gun, Chungcheongnam-do。
2. ↑  292x10036=2930512。
3. ↑  外送員怕被老闆罵，因此把兩塊掉到地上的披薩處理掉了。
4. ↑  輸入3個固定的單詞，可找到地圖上的某個位置。
5. ↑  送走、相當多、教養。
6. ↑  753257。
7. ↑  送口氣芳香劑給班導，班導誤以為同學喜歡他。
8. ↑  有發現一位倖存者D小姐，但事發兩天後也傷重不治。
9. ↑  利用橡皮擦及鏡子，提供坐前面的同學試卷答案。
10. ↑  因面部嚴重損毀，由穿著判斷為高仁慧(先前被抄襲的同學)。
11. ↑  338328。
12. ↑  食堂後方的秘密空間。
13. ↑  1月密碼：0537。
14. ↑  羅愛麗要高仁慧在醫務室等著的最後一通電話錄音。
15. ↑  高仁慧 儲物櫃。
16. ↑  Not By Myself.
17. ↑  Stay Alive.
18. ↑  行政室。
19. ↑  在成員入學第一天，自稱為推理班的負責老師。
20. ↑  推理班前輩有請電視台PD協助調查綠色藥丸。
21. ↑  地下堡壘。
22. ↑  超人類研究項目中的超人類，可預測未來。
23. ↑  從全國14-16歲的女高中生中挑出成績前0.1%的40名學生，針對這些學生進行人體研究，將人類大腦開發至最大值，直到研究出可預測未來的超人類為止。
24. ↑  超人類研究失敗品的大清掃計畫。
25. ↑  1315。
26. ↑  1142。

## 外部連結
- 官方網站 （页面存档备份，存于）
- 官方Instagram
- 官方YouTube （页面存档备份，存于）